# Kuntillet ʿAdschrud

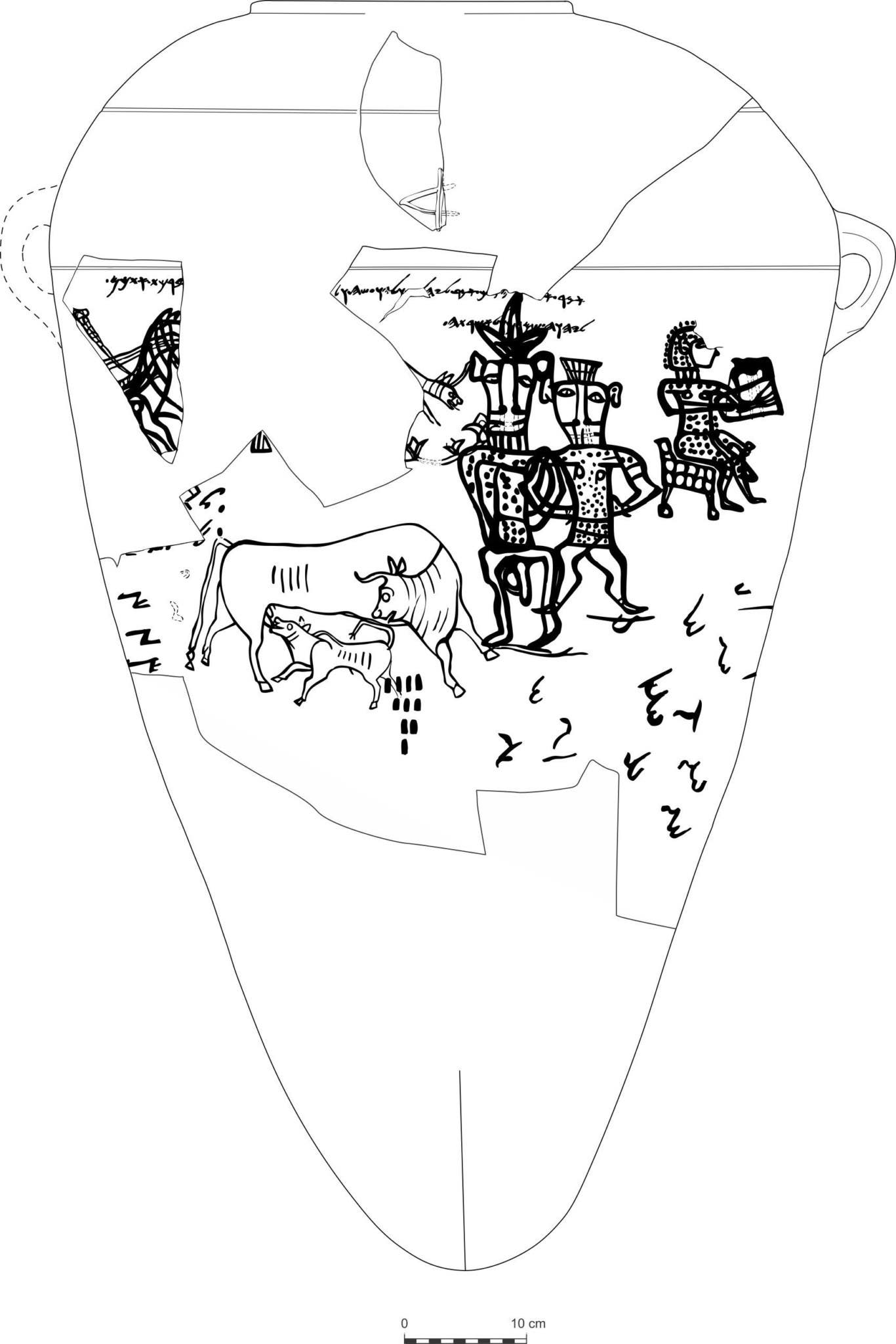
Darstellung der zwei Bes-Gottheiten, einer Frau, mehrerer Tiere und der Inschrift auf Pithos A aus Kuntillet 'Adschrud

Kuntillet ʿAdschrud (auch ʿAğrūd oder Ajrūd; einsamer Hügel der Wasserquellen; abgekürzt KAgr, beziehungsweise hebräisch Horvat Teman) ist ein archäologischer Fundort auf der Sinai-Halbinsel, etwa 50 km südlich von El-Quseme gelegen.

## Archäologische Ausgrabungen
Die Stätte wurde 1870 durch Edward Henry Palmer erkundet. Nach der Besetzung des Sinai durch Israel infolge des Sechstagekrieges wurde unter der Leitung von Ze'ev Meshel vom Archäologischen Institut der Universität Tel Aviv in den Jahren 1975 und 1976 auf dem Plateau eine eisenzeitliche Anlage ausgegraben, die etwa zwischen 850 und 750 v. Chr. genutzt wurde.
Der Charakter der Anlage ist umstritten. Möglicherweise handelt es sich um eine Raststätte auf dem Weg von Kadesch Barnea nach Eilat. Von Archäologen und Theologen wurde zum Teil die Meinung vertreten, es habe sich um ein Heiligtum gehandelt, es wurden aber keine Altäre oder anderes gefunden, was diese Theorie untermauern könnte. Im Eingangsbereich wurden zwei Pithoi mit Inschriften und Zeichnungen gefunden, aufgrund derer der Ort bekannt wurde.

### Die Bilder von Kuntillet ʿAdschrud
Auf Pithos A ist eine Frau abgebildet, die auf einem Thron sitzt und Lyra spielt, daneben zwei Bes, zwerghafte ägyptische Gottheiten. Auch Tiere sind auf dem Krug abgebildet, unter anderem eine Kuh mit einem Kalb, zwei Steinböcke und ein Löwe. Der Stil der Zeichnungen ist uneinheitlich, was darauf hindeutet, dass mehrere Personen den Pithos bemalt haben. Über einem Bes befindet sich eine Inschrift, von der vermutet wird, dass sie nicht im Zusammenhang mit den Bildern zu sehen ist. Auf Pithos B sind mehrere Menschen bei einer Zeremonie zu sehen.

### Die Texte von Kuntillet ʿAdschrud
Die Inschriften auf den Pithoi erwähnen einen jhwh šmrn (JHWH von Samaria) und jhwh tmn (JHWH von Teman). Beide werden jeweils in Beziehung zu Aschera gesetzt. Die Texte sind in althebräischer Schrift geschrieben.
- Auf Pithos A steht:

’mr. ’[...]h[...]k. (’)mr. lyhl[...] wlyw‘śh. w[...]brkt. ’tkm. lyhwh. šmrn. wl’šrth.
Übersetzung:
Es spricht ’... ...:
Sprich zu Jehalle..., und zu Jo‘asa und ...:
Ich segne euch bei/vor JHWH von Samaria und seiner Aschera.
- Auf Pithos B sind zwei Inschriften zu finden:

’mr ’mryw ’mr l. ’dny hšlm. ’t brktk. lyhwh tmn wl’šrth. ybrk. wyšmrk wyhy ‘m. ’d[n]y [...]k[...]
Übersetzung:
Es spricht Amarjaw: Sprich zu meinem Herrn: Geht es dir gut?
Ich segne dich bei/vor JHWH von Teman und seiner Aschera.
Er möge segnen und dich behüten
und mit meinem Herrn sein ...

[...] lyhwh htmn wl’šrth
[...]kl ’šr yš’l m’š ḥnn [...] wntn lh yhw klbbh
Übersetzung:
... bei/vor JHWH von Teman und seiner Aschera
... was immer er von jemandem erbitten wird, er gewährt es ...
und JHWH gibt ihm nach seiner Absicht.
Die Texte verweisen damit auf verschiedene lokale JHWH-Kulte. Die Bedeutung des Ausdrucks „seine Aschera“ löste eine Debatte darüber aus, ob JHWH eine weibliche Partnergottheit hatte, beziehungsweise, was in diesem Falle unter der Bezeichnung Aschera zu verstehen sei.